# 팔머다람쥐
팔머다람쥐(Neotamias palmeri)는 다람쥐과에 속하는 설치류의 일종이다. 자연 서식지는 온대 숲이다. 서식지 감소로 위협을 받고 있다.

## 특징
팔머다람쥐는 다른 다람쥐와 유사하여 검고 흰 줄무늬가 등 뒤로 이어진다. 꼬리 길이 86.5~101.5mm를 포함하여 전체 몸길이가 210~223mm이다. 성체의 몸무게는 50~69.4g이다.

## 분포 및 서식지
팔머다람쥐는 네바다주 남부 클락 군의 스프링 산맥에서만 발견된다. 해발 7,000~10,000m 고도에서 주로 발견되며, 상부 피논소나무 지역과 향나무 지역, 전나무-소나무와 브리스콘소나무 군락 사이의 절벽과 숲 지역에서 서식한다. 수원지 근처 서식지를 좋아하는 것으로 추정된다.